# Storiografia romana
La storiografia romana deve ai Greci l'invenzione di questo genere letterario. I Romani ebbero grandi modelli su cui basare le loro opere, come Erodoto e Tucidide. I modelli storiografici romani sono comunque diversi da quelli greci, e esprimono preoccupazioni tipicamente romane. Il suo stile si basava sul modello secondo cui venivano registrati gli avvenimenti sugli Annali del Pontifex maximus (o Annales pontificum). Gli Annales pontificum includono una vasta gamma di informazioni, comprendenti documenti religiosi, nomi di consoli, morti di sacerdoti, elezioni di politici, trionfi di generali, importanti fenomeni naturali ecc. sulla vita della città. Tali documenti consistevano in una serie di tavolette di legno sbiancato, le Tabulae dealbatae (tavolette bianche), contenenti informazioni sull'origine della repubblica.

## Storia della storiografia romana

### Genesi della storiografia romana
L'iniziatore più conosciuto della storiografia romana, all'inizio del II secolo a.C. fu Quinto Fabio Pittore, tradizionalmente indicato come "fondatore della storiografia". Prima della seconda guerra punica, non dovette forse esistere a Roma una storiografia: essa nacque probabilmente solo nel clima di fioritura letteraria seguito alla vittoriosa conclusione del conflitto, favorita dal bisogno di celebrare quell'importante evento in un'ottica interpretativa più consona alla posizione e al prestigio di Roma, accresciutisi rispetto al secolo precedente.

#### Fabio Pittore
Negli stessi anni in cui il plebeo Nevio risolveva la materia storica nell'epos poetico del suo Bellum Poenicum, l'aristocratico Quinto Fabio Pittore si assumeva il compito di scrivere in prosa una storia di Roma in greco, anziché in latino. L'opera, conosciuta come Annales o Rerum gestarum libri, era nota anche in versione latina, probabile frutto di una traduzione fatta in seguito da altri. La scelta di scrivere nella koiné greca, la lingua franca del Mar Mediterraneo, nasceva dal bisogno di rivolgersi ad un pubblico più ampio e poter così più efficacemente contraddire altri autori, come Timeo, che a sua volta aveva scritto, ma con accento sfavorevole, una storia di Roma fino alla Seconda Guerra Punica; o come Filino di Agrigento, allievo di Timeo, la cui storia delle guerre puniche rifletteva un'impostazione filocartaginese. Pertanto, e in difesa dello Stato romano, Quinto Fabio Pittore scrisse in greco, usando la cronologia greca basata sulle celebrazioni olimpiche e con accorgimenti e procedimenti dello stile espositivo ellenistico: il suo atteggiamento che egli poneva nel vaglio e nell'utilizzo dei materiali storici – Annales pontificum, fonti greche e, soprattutto, locali – era moderno, informato com'era ai criteri appresi dalla storiografia ellenistica. Da quella tradizione, ad esempio, egli riceveva l'interesse per l'analisi eziologica delle vicende storiche, da un punto di vista sia politico che psicologico; l'accuratezza nell'esposizione di dati e notizie sugli spiegamenti di forze; l'attenzione agli aspetti cultuali e cerimoniali, e alla ricerca sulle loro origini, a cui egli si applicava con diligente sensibilità erudita e antiquaria.
Lo stile di Quinto Fabio Pittore nello scrivere la storia difendendo lo Stato romano e le sue azioni, ed usando in modo massiccio la propaganda, cosa che gli valse il rimprovero di Polibio per il trattamento riservato alla prima guerra punica, divenne alla fine una cifra distintiva della storiografia romana. Ma l'afflato patriottico e l'inclinazione apologetica della sua opera, non vanno intesi come una cosciente e deliberata tendenziosità: egli sembra piuttosto aver applicato, con serietà d'intenti, un metodo storiografico corretto ad un repertorio documentale e testimoniale di impronta e provenienza prevalentemente romana.
Altra caratteristica, destinata a divenire paradigmatica, fu la sua scelta di porre particolare enfasi, ancor maggiore rispetto al modello greco, sugli avvenimenti meno remoti: un'esigenza metodologica dettata non solo dalla maggiore disponibilità di documentazione più vicina, ma anche dall'inclinazione prevalente del pubblico romano, più interessato alla concretezza dell'attualità rispetto ai trascorsi meno recenti della storia romana, dai contorni spesso mitici e leggendari. A tali aspetti, peraltro, come ci informa Plutarco, lo stesso Fabio Pittore non si sottraeva quando, nel narrare la più remota età delle origini, si diffondeva con ampiezza espositiva, dovizia di dettagli e stile drammatico e fantastico. Fabio Pittore, nel dare inizio alla tradizione storiografica romana, fu probabilmente, per quanto ne sappiamo, anche il precursore della letteratura in prosa con pretese artistiche.

#### Fioritura successiva
A Quinto Fabio Pittore viene attribuita l'introduzione della tradizione storiografica secondo il criterio dell'"Ab urbe condita", ovvero della scrittura storica "dalla fondazione della città". Dopo Quinto Fabio Pittore, molti altri autori seguirono il suo esempio, ispirati da questa nuova forma letteraria:
- Lucio Cincio Alimento, contemporaneo o appena posteriore al precursore, scrisse in greco gli Annales; la sua opera, a cui gli antichi annettevano doti di onestà e diligenza, non riscosse però grande successo, forse anche per l'atteggiamento della classe dirigente, scarsamente interessata ad un'esposizione proveniente da un plebeo.[5]
- Gaio Acilio (141 a.C. circa)
- Aulo Postumio Albino (151 a.C. circa)
- Catone il censore (168 a.C. circa).

##### Catone il Censore
Marco Porcio Catone è accreditato come il primo storico ad aver scritto in latino, in un'opera, le Origines, impegnativa per concezione e ampiezza di respiro: essa fu da lui intesa come un mezzo per insegnare ai romani cosa significasse essere romano, ridimensionando o neutralizzando l'influenza culturale greca, da lui considerata pericolosa per l'integrità morale di Roma. Altra sua preoccupazione fu quella di sterilizzare il peso e il fascino di personalità di spicco, come Scipione l'Africano, i cui nomi egli si risolse addirittura a rimuovere completamente dalla narrazione: un espediente singolare che, dopo di lui, non avrà però alcun seguito. La sua visione, in termini moderni definibile come d'impronta «storicista», tendeva ad oscurare l'importanza delle figure individuali: l'ascesa di Roma, e il prestigio raggiunto dalle sue istituzioni politiche e militari, erano da attribuire esclusivamente alla dedizione alla res publica e all'impegno profuso, nel lungo corso della storia, da generazioni di cittadini romani.
Come Quinto Fabio Pittore, anche Catone il censore scrisse a partire dalla fondazione della città, mentre la storia primitiva è ricolma di leggenda che celebra le virtù romane. La sua opera Origines parla anche di come non solo Roma, ma anche le altre città italiane fossero venerabili, e di come i romani fossero davvero superiori ai greci.

### Storiografia,nobilitase impegno politico
I romani traevano soddisfazione dai cimenti impegnativi e così la stesura della storiografia divenne molto popolare tra quei membri della nobilitas che volessero spendere il loro tempo libero in attività considerate meritevoli e virtuose secondo il comune sentire “romano”. Poiché l'indulgere all'inazione, secondo quella stessa sensibilità, era considerata cosa disdicevole, lo scrivere di storia divenne presto una degna attività con cui sottrarre all'otium gli intervalli liberi dall'impegno politico e, in particolare, quelli dell'età del disimpegno politico nell'avanzata maturità. Fu quest'ultimo il caso già citato della senescenza di Catone, ma anche, ad esempio, di storici come Sallustio e Asinio Pollione che, già uomini politici, si dedicheranno alla storiografia solo in età avanzata.

### Schema annalistico e schema monografico
Non appena i romani acquisirono familiarità con la storiografia, essa si divise in due filoni: quello condotto secondo lo schema e la tradizione annalistica e quello improntato alla scrittura monografica.

#### Tradizione annalistica
Gli autori che seguivano la tradizione annalistica scrissero fin dall'inizio le storie di anno in anno, il più delle volte dalla fondazione della città fino al periodo che stavano vivendo. La gran mole di materiale disponibile per la trattazione, anche a seguito della pubblicazione degli Annales maximi di Publio Muzio Scevola, richiese la disponibilità di un tempo maggiore da dedicare alla redazione, determinando la nascita di una nuova figura di storico semi-professionale: pur provenendo dai ceti elevati, questa lo storico annalista non poté più essere, per circa un secolo, quella di un politico di spicco come lo era stato Catone il censore.
Alcuni degli annalisti sono:
- Gneo Gellio nel 140 a.C. circa, scrisse la sua storia, in oltre 97 libri, da Enea fino al 146 a.C.
- Lucio Calpurnio Pisone Frugi scrisse nel 133 a.C. circa, tentando di capire perché la società romana avesse cominciato a declinare. La sua storia fece la cronaca di Roma dalla fondazione fino al 154 a.C., quando lui ritenne che la società aveva raggiunto il suo punto più basso.
- Publio Muzio Scevola scrisse nel 133 a.C. circa gli Annales maximi, una storia in 80 libri dalla fondazione della città.
- Sempronio Asellione scrisse, nel 100 a.C. circa, una storia dalle guerre puniche fino al 100 a.C.
- Quinto Claudio Quadrigario scrisse, in forma annalistica, che tutte le guerre romane sono giuste, e che il Senato e la condotta romana erano onorevoli.
- Valerio Anziate, verso la fine del I secolo a.C., in epoca post-sillana scrisse una voluminosa opera in 75 libri.
- Volusio, del quale però non ci rimangono testi.
- Lucio Cassio Emina

#### Tradizione monografica
Le monografie sono più simili ai libri di storia che usiamo oggigiorno; essi sono in genere monotematici ma, cosa più importante, non raccontano la storia dall'inizio, e addirittura non sono necessariamente annalistici. Un'importante sottocategoria che emerse dalla tradizione monografica fu la biografia.
Alcuni autori monografici:
- Quinto Ennio scrisse gli Annales, narranti la storia romana anno per anno.
- Lucio Celio Antipatro scrisse una monografia sulla Seconda Guerra Punica.
- Gaio Gracco che scrisse una biografia di suo fratello, Tiberio Gracco.
- Gaio Fannio, scrisse anche lui una biografia di Tiberio Gracco, ma mostrandolo sotto una luce negativa.
- Sallustio scrisse due monografie: Bellum Catilinae (noto anche come De Catilinae coniuratione) relativo alla cospirazione di Catilina dal 66 al 63 a.C., e il Bellum Iugurthinum, relativo alla guerra contro Giugurta, che ebbe luogo dal 111 al 105 a.C.

### Storiografia efactionesnella tarda repubblica
Spesso, soprattutto in momenti di agitazione politica o di tumulto sociale, gli storici riscrivono la storia per adattarla alla loro peculiare visione dell'epoca. Pertanto, ci sono stati svariati storici che hanno rimaneggiato un po' la storia per sostenere la loro opinione. Questo è stato particolarmente evidente negli anni settanta a.C. quando si stavano svolgendo le guerre sociali tra i populares condotti da Mario, e gli optimates capeggiati da Silla. Molti autori scrissero storie durante questo periodo, ognuno con la sua prospettiva. Gaio Licinio Macro era contro Silla e scrisse la sua storia, basata su Gneo Gellio in 16 libri dalla fondazione della città fino al III secolo a.C., mentre Valerio Anziate, che era pro-Silla, scrisse una storia in 75 libri, dalla fondazione della città fino al 91 a.C.

## Riepilogo
La storiografia che noi identifichiamo più prontamente coi romani, e che ci viene da fonti come Cesare, Sallustio, Tito Livio, Tacito ed altri autori minori, deve molto alle sue primeve radici e ai predecessori greci. Comunque, a differenza della forma greca, la forma romana includeva i vari atteggiamenti e le preoccupazioni che erano considerati tipicamente romani. Mentre la registrazione della storia romana cominciava ad evolvere e prendere forma, molte caratteristiche vennero a definire quello che noi conosciamo oggi come storiografia romana, specialmente la difesa forte e la fedeltà allo Stato romano e all'ampia varietà di ideali morali, la natura faziosa di alcune storie, la suddivisione della storiografia in due categorie distinte, gli Annali e la Monografia, ed il rimaneggiamento della storia per adattarsi alle necessità dell'autore.

## Caratteristiche
Gli annali rappresentano la trascrizione anno dopo anno degli avvenimenti storici. Nella storiografia romana gli annali iniziano generalmente dalla fondazione di Roma. Gli annali compilati correttamente riportano qualunque evento fosse importante in ogni anno, come pure altre informazioni, come i nomi dei consoli di quell'anno, che costituiva il criterio col quale in genere i romani identificavano gli anni. Sembra che l'annale venisse originariamente usato dalla classe sacerdotale per annotare i presagi ed i prodigi.
Il termine annalista graccano sembra indicare storici che adottarono il modello annalistico che si cominciò a utilizzare dopo il periodo graccano. Paragonate ad altre forme di storia annalistica, queste sembrano più romanzate poiché gli storici romani usavano le loro storie per descrivere temi del loro tempo, e non erano necessariamente propensi a raccontare i fatti nudi e crudi. Si aggiunga che gli annalisti graccani hanno generato una percezione profonda riferita all'epoca vissuta dallo scrittore, meno relativamente al tempo del quale loro scrissero. Sallustio e Tacito sono esempi di spicco di annalisti graccani.
Una monografia è un lavoro esaustivo su un singolo argomento. La monografia poteva riguardare un singolo evento, una tecnica, la retorica o uno qualsiasi di numerosi altri argomenti. Ad esempio, Plinio il Vecchio una volta pubblicò una monografia sulle lance in uso dalla cavalleria. Le monografie erano fra i lavori storici e più comuni ritrovati negli scritti romani.
L'espressione Ab urbe condita, letteralmente "dalla fondazione della città" descrive la tradizione romana di cominciare la storia dalla fondazione della città di Roma come, ad esempio, in Tacito, Tito Livio, Sallustio ed altri. Nell'opera Ab Urbe condita di Tito Livio, la maggior parte del tempo è dedicato alla prima storia di Roma e alla fondazione della città stessa. Nelle storie di Sallustio, la fondazione e la storia antica di Roma viene trattata in poche frasi. Pertanto il modello 'Ab urbe condita' assume un'estrema variabilità mentre continua a sfornare storie romane.
Con "Storia senatoriale" s'intende la storia che è stata scritta direttamente, o le cui fonti provengono, dal Senato romano. Le storie senatoriali sono in genere considerate attendibili visto che si originavano da "addetti ai lavori". Un modello comune delle storie senatoriali è che esse sembrano invariabilmente indicare una ragione per cui l'autore si sta dedicando ad esse invece di occuparsi di politica.
Gli annalisti sillani diedero una linea politica al loro passato. Essi, attraverso le loro storie, che spesso rimaneggiavano per adattarle alle proprie convinzioni, erano sostenitori della fazione di Silla che portava avanti il conflitto con Mario. Alcuni annalisti sillani potrebbero aver rappresentato delle fonti per Tito Livio. Anche Valerio Anziate era un annalista sillano, ma non era ritenuto uno storico credibile. Si crede che abbia tentato di contrapporsi allo storico filo-Mariano Gaio Licinio Macro. La storia di Valerio Anziate, scritta in settantasei libri, è melodrammatica e spesso infarcita di esagerazioni e bugie. Nella sua storia, chiunque si chiami Cornelio è considerato un eroe e chiunque si chiami Claudio è un nemico e gli oppositori ai populares non ebbero mai un nome vero e proprio, ma furono chiamati invece boni, optime o optimates, sottintendendo che quelli fossero i bravi ragazzi.
La storiografia romana è anche ben conosciuta per gli stili di scrittura sovversivi. Le informazioni nelle antiche storie romane sono spesso comunicate attraverso la suggestione, l'allusione, l'implicazione e l'insinuazione perché i loro atteggiamenti non sarebbero stati sempre ben compresi. Tacito si oppose agli imperatori ritenendo che essi fossero una delle ragioni del declino di Roma. Tacito scrisse, denigrandolo, persino di Augusto, il più celebre ed adorato degli imperatori. Naturalmente, queste opinioni dovevano essere tenute celate, dato che non sarebbero state molto ben accolte.
Nella storiografia romana i commentarii rappresentano semplicemente una lista di appunti grezzi non destinati alla pubblicazione. Non erano considerati storia nel senso "tradizionale" del termine perché mancavano del linguaggio necessario e dell'abbellimento letterario. In seguito, i Commentarii venivano di solito trasformati in "storia". Molti ritengono che il resoconto di Cesare delle guerre galliche, il Commentarii Rerum Gestarum venne chiamato commentarii per scopi propagandistici. Si ritiene che si tratti realmente di "storia", dato che è scritta così bene, è filo-romana e si adatta molto bene ai modelli tradizionali della storiografia.
Gli antichi storici romani non scrivevano nell'interesse di scrivere, ma sforzandosi di convincere i loro lettori. La propaganda è sempre presente ed è la base della storiografia romana. Gli antichi storici romani avevano tradizionalmente un bagaglio personale e politico e non erano osservatori neutrali. I loro resoconti venivano scritti secondo le proprie convinzioni morali e politiche. Ad esempio Quinto Fabio Pittore avviò la tradizione della storiografia che si preoccupava della moralità e della storia, ed affermava il prestigio dello Stato romano e della sua gente.
Gli antichi storici romani scrissero storie pragmatiche allo scopo di arrecare benefici ai politici futuri. La filosofia della storia pragmatica tratta gli eventi storici con particolare riferimento alle cause, alle condizioni e ai risultati. Nella storiografia romana vengono presentati i fatti e l'impressione di quello che i fatti significano. L'interpretazione fa sempre parte della storiografia; i romani non fecero mai delle simulazioni al riguardo. Anzi, il contrasto tra i fatti e l'interpretazione di quei fatti è indice di un bravo storico. Polibio fu il primo storico pragmatico. Le sue storie hanno un ethos aristocratico e rivelano le sue opinioni sull'onore, la ricchezza e la guerra. Anche Tacito era un pragmatico. Le sue storie hanno qualità letteraria ed interpretazioni di fatti ed eventi. Lui non era propriamente obiettivo, piuttosto i suoi giudizi servivano da funzione morale.

## Gli storici più importanti

### Cesare
Giulio Cesare nacque il 12 luglio del 100 a.C. da una famiglia patrizia. Da giovane, fu nominato Flamen Dialis da suo suocero, Lucio Cornelio Cinna. Quando questa carica gli venne portata via da Silla, Cesare passò un decennio in Asia, guadagnandosi una grande reputazione in ambito militare. Al suo ritorno a Roma, venne eletto sia tribunus militum che pontifex maximus. Mentre ricopriva queste cariche, Cesare strinse amicizia con Pompeo e Crasso, i due uomini con cui più tardi avrebbe formato il primo triumvirato. Man mano che gli anni passavano, il riconoscimento dell'abilità politica, militare, ed oratoria di Cesare crebbe ed egli ottenne facilmente le cariche di pretore e di console. Successivamente al suo consolato, Cesare ottenne il controllo delle province dell'Illyricum, della Gallia Cisalpina e Transalpina. Nel 58 a.C. sorsero problemi nelle province galliche, accendendo la scintilla di una delle più importanti guerre della carriera di Cesare.

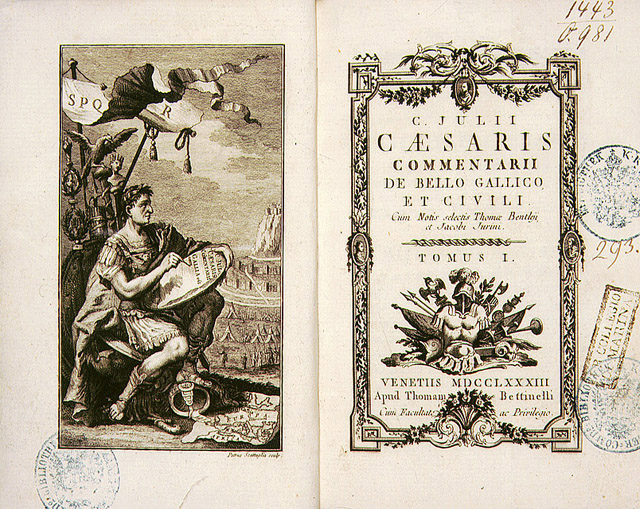
Il De bello Gallico di Giulio Cesare in un'edizione a stampa del 1783.

Il De bello Gallico è il resoconto di Cesare delle Guerre galliche. Mentre la Guerra infuriava, Cesare dovette subire un'ondata di critiche da Roma. Il De bello Gallico è una risposta a queste critiche, ed un modo con cui Cesare giustificò queste Guerre. Nelle sue argomentazioni asseriva che le Guerre erano sia legittime che pie, e che lui ed il suo esercito avevano attaccato la Gallia per autodifesa. Gli Elvezi stavano organizzando una massiccia migrazione che avrebbe potuto minacciare la provincia Narbonense. Quando un gruppo di suoi alleati gallici venne da Cesare a chiedere aiuto contro questi Elvezi invasori, offrirono a Cesare la giustificazione necessaria per radunare il suo esercito. Creando un resoconto che lo ritraeva come un superbo eroe militare, Cesare riuscì a fugare tutti i dubbi sorti a Roma sulle sue abilità di condottiero.
Mentre è ovvio che Cesare usò questo resoconto per suo proprio tornaconto, non si può comunque affermare che il De bello Gallico sia del tutto inattendibile. Molte delle vittorie di cui ha scritto Cesare, infatti, hanno avuto luogo. Dettagli minori potrebbero essere stati alterati, e la scelta delle parole crea nel lettore una maggior sintonia alla causa di Cesare. Il De bello Gallico è un esempio eccellente del modo in cui, presentandoli sotto altra luce, gli eventi reali possano essere rigirati a vantaggio di una persona. È questa la ragione per cui il De bello Gallico viene spesso ritenuto un commentario, piuttosto che una parte della storiografia attuale.

### Tito Livio
Tito Livio, noto anche come Livio, fu uno storico romano conosciuto soprattutto per la sua opera intitolata Ab Urbe Condita (Le origini di Roma) che è una storia di Roma a partire "dalla fondazione della città". Era nato a Patavium, l'antica Padova, nel 59 a.C. e ove morì nell'anno 17. Alcuni riferirono del suo stile come permeato di "patavinità". Poco si sa della sua vita, ma basandosi su un epitaffio trovato a Padova, sappiamo che ebbe una moglie e due figli. Sappiamo anche che era in buoni rapporti con Augusto e che incoraggiò Claudio a scrivere di storia.
L'opera Ab Urbe Condita copre la storia romana dalla sua fondazione, comunemente fissata nel 753 a.C., fino al 9 a.C. Consisteva di 142 libri, sebbene solamente i primi dieci e i libri dal 21 al 45 ci siano giunti, insieme a pochi altri frammenti. I libri erano stati suddivisi in "decadi", perché dieci libri potevano costituire un codice pergamenaceo. Le decadi furono ulteriormente suddivise in pentadi:
- I libri da 1 a 5 coprono dalla fondazione di Roma al 390 a.C.
- I libri dal 6 al 10 vanno dal 390 al 293 a.C.
- Sebbene non disponiamo dei libri dall'11 al 20, ci sono testimonianze che attestano che i primi cinque libri trattavano di Pirro e gli altri cinque della Prima guerra punica.
- I libri dal 21 al 30 riguardano la seconda guerra punica:
  - dal 21 al 25 trattano di Annibale;
  - dal 26 al 30 trattano di Scipione l'Africano.
- Le guerre contro Filippo V di Macedonia si trovano nei libri dal 31 al 35.
- Le guerre contro Antioco III sono nei libri dal 36 al 40.
- La terza guerra macedonica è trattata nei libri dal 41 al 45.
- I libri dal 45 al 121 sono andati perduti.
- Gli scarsi frammenti restanti, dei libri dal 122 al 142, trattano degli avvenimenti dal 42 a.C. fino al 9 a.C.

Livio scrisse l'Ab Urbe Condita anche con l'intento moraleggiante di fornire alla propria generazione un modello di virtù antiche con cui confrontarsi e possibilmente rivaleggiare, quanto a grandezza e magnanimità:: per lui il successo di una nazione è strettamente correlato al suo livello di moralità e,viceversa, il fallimento di una nazione dipende dal suo declino morale. Per Livio, la Roma dei propri tempi stava conoscendo un declino morale, contrastabile soltanto col ritorno alle prische virtù degli antenati e pur essendo uomo di fiducia di Augusto, non riuscì mai a convincersi che davvero il nuovo princeps sarebbe riuscito a invertire la tendenza negativa della corruzione dei costumi. Augusto probabilmente era una figura storicamente necessaria, ma ,solamente come rimedio a breve termine.
Secondo Quintiliano, Livio scrisse con lactea ubertas, ovvero abbellì la sua opera con ricchezza di linguaggio, includendovi termini poetici ed arcaici. Introdusse molti anacronismi nel suo lavoro, come tribuni dotati di poteri che vennero loro assegnati molto più tardi. Livio usò anche tecniche retoriche, attribuendo discorsi a personaggi i cui discorsi non erano probabilmente conosciuti. Sebbene non sia ritenuto uno storico di prima categoria, il suo lavoro è stato così esteso che le altre fonti storiche sono state abbandonate per quella di Livio. È una disdetta che queste altre storie siano state abbandonate, soprattutto perché buona parte dell'opera di Livio è andata perduta, lasciando grosse lacune nella nostra conoscenza della storia romana.

### Sallustio
Gaio Sallustio Crispo, più comunemente noto come Sallustio, fu uno storico romano del primo secolo a.C., nato nell'86 a.C. in un centro sabino del Sannio, Amiternum. Esistono delle testimonianze che la famiglia di Sallustio appartenesse all'aristocrazia locale, ma sappiamo anche che non faceva parte della classe governante di Roma. Intraprese quindi la carriera politica come homo novus, in qualità di tribuno militare negli anni sessanta, questore dal 55 a.C. al 54 a.C. e tribuno della plebe nel 52 a.C. Sallustio fu espulso dal Senato nel 50 a.C. per motivazioni morali, ma ravvivò rapidamente la sua carriera legandosi a Giulio Cesare. Fu nuovamente nominato questore nel 48 a.C., fu pretore nel 46 a.C. e, fino al 44 a.C., governò la nuova provincia romana sorta nel territorio della Numidia. La carriera politica di Sallustio finì dopo il suo ritorno a Roma e l'assassinio di Cesare, nel 44 a.C.
Ci sono pervenute intatte due opere storiche che sono state convincentemente attribuite a Sallustio, le monografie Bellum Catilinae e Bellum Iugurthinum. Abbiamo invece solo frammenti di una terza opera, le Historiae. C'è meno accordo sulla paternità di altre opere che gli sono state talvolta attribuite. Nel Bellum Catilinae, Sallustio delinea la cospirazione di Catilina, un patrizio impudente ed ambizioso che tentò di salire al potere a Roma nel 63 a.C. Nell'altra monografia Sallustio usò come sfondo la guerra giugurtina per esaminare l'evoluzione delle lotte partitiche a Roma, nel corso del I secolo a.C. Le Historiae descrivono in generale la storia degli anni 78-67 a.C.
Anche se le reali intenzioni dello scrittore Sallustio sono state a lungo discusse, sembra logico classificarlo come uno storico senatoriale che adottò l'atteggiamento di un censore. I dettagli storici delineati nelle sue monografie servono da paradigma per Sallustio. Nel Bellum Catilinae, Sallustio usa la figura di Catilina come simbolo della nobiltà romana corrotta. Per la verità, molto di quello che Sallustio scrive in questo lavoro nemmeno riguarda Catilina. Il contenuto del Bellum Jugurthinum suggerisce anche che Sallustio era più interessato allo studio dei personaggi (ad es. Mario) che ai dettagli della guerra stessa. Riguardo al suo stile, le influenze principali sul lavoro di Sallustio vanno attribuite a Tucidide e a Catone il censore. L'influenza del primo è testimoniata dall'enfasi in politica, dall'uso delle arcaicità, dall'analisi dei personaggi e dall'omissione selettiva dei dettagli. L'uso di figure retoriche quali l'asindeto, l'anafora e il chiasmo riflette la sua preferenza per il vecchio stile latino di Catone al periodare strutturato ciceroniano della sua era.
Che Sallustio sia considerato o meno una fonte affidabile, a lui è largamente ascrivibile la nostra immagine corrente di Roma nella tarda repubblica. Indubbiamente, lui incorpora nei suoi lavori elementi di esagerazione ed è talvolta stato descritto più come un artista o uno statista che come uno storico. Ma la nostra comprensione delle realtà morali ed etiche di Roma nel primo secolo a.C. sarebbe stata molto inferiore se non avessimo potuto disporre dei lavori di Sallustio.

### Tacito
Publio Cornelio Tacito nacque nell'anno 55, probabilmente nella Gallia Cisalpina o nella Gallia Narbonense. La sua carriera politica cominciò rapidamente a delinearsi non appena arrivato a Roma, intorno al 75. Nell'88 venne nominato pretore sotto Domiziano, mentre era anche membro del collegio romano dei quindecemviri sacris faciundis. Sposato da poco con la figlia del generale Agricola, Tacito ebbe incarichi fuori Roma dall'89 al 93. Nel 97, durante il regno di Nerva, Tacito fu nominato consul suffectus. È probabile che Tacito sia stato proconsole della provincia d'Asia. La sua morte è databile intorno all'anno 125.
Gli studiosi hanno dibattuto a lungo riguardo all'ordine di pubblicazione delle opere di Tacito; le date tradizionali sono elencate nel seguito:
- 98 - Agricola (De vita et moribus Iulii Agricolae). Si trattava di un elogio del suocero dell'autore, il citato generale Gneo Giulio Agricola. Comunque, dall'Agricola si desume ben più di una biografia: Tacito vi include una descrizione della Britannia e parole pungenti e frasi taglienti destinate all'imperatore Domiziano.
- 98 - Germania (De Origine et situ Germanorum). È un'opera etnografica sulle tribù germaniche che vivevano al di fuori dei confini romani. L'opera, che contiene sia tratti moraleggianti che politici, ha probabilmente lo scopo di mettere in luce il pericolo rappresentato per Roma da questi popoli, soprattutto da quelli confinanti con l'Impero.
- 101/102 - Dialogo degli oratori (Dialogus de oratoribus). Questo è un commentario sullo stato dell'arte oratoria, come la vede Tacito. È stato sempre ritenuto un'opera spuria o piuttosto un'opera giovanile di Tacito.
- 109 - Historiae. Abbracciano il periodo dalla fine del regno di Nerone alla morte di Domiziano. Sfortunatamente, gli unici libri ancora esistenti di quest'opera, composta da 12 (o 14) volumi, sono i primi quattro e una parte del quinto.
- 117 - Annales (o Ab excessu divi Augusti, "Dalla morte del divino Augusto"). Questa è l'opera finale e più vasta di Tacito. Molti studiosi la ritengono il suo capolavoro. Se sia stata realmente completata o quando sia stata pubblicata è ignoto. Gli Annales riguardano i regni di Tiberio, Caligola, Claudio e Nerone, ricollegandosi là dove Livio aveva smesso la narrazione. Come le Historiae, solo alcune parti degli Annales sono giunte a noi: i libri dal 7 al 10 sono andati perduti, ma anche parti dei libri 5, 6, 11 e 16 sono mancanti. L'invettiva personale di Tacito è presente in tutta l'opera.

Lo stile di Tacito è molto simile a quello di Sallustio. Frasi corte e acute che vanno dirette al dunque, senza reticenze. La sua affermazione di scrivere la storia sine ira et studio ("senza rabbia né parzialità") (Annales, I,1) non è propriamente vera. Molti dei suoi passaggi trasudano odio verso gli imperatori. Malgrado questo evidente stile partigiano, molto di quello che vuole dire non traspare. La sua abilità oratoria, che fu elogiata dal suo amico Plinio, contribuì certamente alla sua indubbia maestria storiografica.

### Svetonio
Gaio Svetonio Tranquillo noto anche come Svetonio, è molto famoso per le sue biografie degli imperatori delle dinastie Giulio-Claudia e Flavia e di altre importanti figure storiche. Nacque intorno all'anno settanta da una famiglia di ceto equestre. Vissuto al tempo dell'Imperatore Traiano e molto legato a Plinio il Giovane, Svetonio iniziò a salire di rango nell'amministrazione imperiale. Intorno all'anno 102 gli venne affidata una posizione di tribuno militare in Britannia che finì per rifiutare. Tuttavia lo troviamo al seguito di Plinio quando questi divenne governatore della Bitinia. Durante l'ultimo periodo del regno di Traiano e poi sotto Adriano ebbe vari incarichi, dai quali fu poi rimosso, probabilmente dopo la morte del suo protettore, Plinio. La sua posizione gli garantì una stretta vicinanza col governo così come l'accesso agli archivi imperiali, fatti verificabili dalle sue biografie storiche.
Svetonio scrisse un gran numero di biografie su importanti figure letterarie del passato (De Viris Illustribus). Facevano parte della raccolta personaggi di rilievo, quali poeti, grammatici, oratori, storici e filosofi. Questa raccolta, come altri suoi lavori, non fu però organizzata cronologicamente. Non tutto questo lavoro è giunto ai giorni nostri, ma ci sono vari riferimenti in altre fonti che ci fanno attribuire frammenti a questa raccolta.
Il suo lavoro più famoso resta tuttavia il De Vita Caesarum. Questa raccolta di dodici biografie riguarda le vite degli imperatori Giulio-Claudi e Flavi, partendo da Giulio Cesare fino a Domiziano. A differenza di una genealogia introduttiva e di un breve riassunto della vita e della morte del personaggio, queste biografie non seguono un modello cronologico. Piuttosto che fare la cronaca degli eventi come accaddero nel corso del tempo, Svetonio li presenta per argomento. Questo stile gli permise di paragonare i successi e i rovesci di ogni imperatore usando vari esempi delle responsabilità imperiali, dai progetti edilizi ai pubblici divertimenti, ma rende gli aspetti cronologici della vita di ogni imperatore e gli eventi del primo Impero romano di difficile collocazione. Rende anche completamente inutile la capacità di estrapolare una sequenza causale dalle opere. Lo scopo di Svetonio non era la narrazione storica degli eventi, ma piuttosto la valutazione degli imperatori stessi.
Lo stile di Svetonio è semplice; spesso inserisce citazioni direttamente dalle fonti che sono state usate, per lui il linguaggio e l'organizzazione artistica non sembrano esistere. Si rivolge alle questioni direttamente, senza ricorrere a un linguaggio elaborato o fuorviante, e cita spesso le sue fonti. Viene spesso criticato per il suo spiccato interesse rivolto più alle dicerie sugli imperatori che non agli eventi reali dei loro regni. Lo stile col quale scrive si origina principalmente dal suo proposito primario, catalogare le vite dei suoi personaggi. Egli non stava scrivendo una storia annalistica, né stava tentando di creare un resoconto: il suo scopo era la valutazione degli imperatori, ritraendo eventi ed azioni della persona durante lo svolgimento delle loro attività. Si concentra sull'adempimento dei doveri, criticando quelli che non sono all'altezza delle aspettative, giungendo a lodare i cattivi imperatori nel momento in cui adempiono ai loro doveri.
C'è una gran varietà di altre opere perdute o incomplete di Svetonio molte delle quali descrivono ambiti culturali e di società, come il calendario romano o i nomi di mari. Tuttavia, tutto quello che sappiamo su di esse è solamente attraverso riferimenti esterni a tali opere.

## Altri storici di rilievo
- Polibio (206 a.C. – 124 a.C.) era un greco eminente che credeva fermamente nella Lega achea. Dopo essere stato catturato dai romani e condotto a Roma, Polibio s'incaricò di documentare la storia di Roma per spiegare le tradizioni romane ai suoi connazionali. Voleva convincerli ad accettare la dominazione di Roma come una verità universale. Del suo lavoro principale, le Storie, ci sono pervenuti i primi cinque libri e lunghi frammenti ed epitomi del resto.
- Diodoro Siculo fu uno storico greco del primo secolo a.C. La sua opera principale fu la Bibliotheca historica, che consisteva di quaranta libri e fu concepita come una storia universale dall'epoca mitologica fino al primo secolo a.C. Diodoro utilizzò uno stile semplice e diretto nello scrivere, e per le sue informazioni si basò abbondantemente su resoconti scritti, la maggior parte dei quali sono ora andati perduti. Spesso criticato per la sua mancanza di originalità e ritenuto uno storico "taglia e cuci", Diodoro si sforzò di presentare una storia umana e comprensiva in una forma adeguata e leggibile.
- Dionigi di Alicarnasso (60 a.C. circa – 7 a.C.) fu uno storico e critico greco che visse a Roma. La sua storia più importante fu Antichità romane, la storia di Roma dagli inizi mitici fino alla prima guerra punica, composta da 20 libri, che riempie delle lacune nei racconti di Tito Livio. Altri suoi lavori includono: Sulla mimesi, Su Dinarco, Su Tucidide e Sulla disposizione delle parole.
- Cornelio Nepote fu uno storico romano del I secolo.a.C. Scrisse un'opera in sedici libri, il De viris illustribus. L'opera dipende molto dagli storici greci e da fonti spesso consultate troppo superficialmente dall'autore, così che sono presenti diversi errori. A Cornelio Nepote, tuttavia, va il merito di aver saputo costruire, pur non avendo ricreato il contesto storico in cui essi vissero, una serie di personaggi-protagonisti che esprimono le diverse finalità morali dell'autore. Infatti egli, come del resto quasi tutti gli storici latini, scrisse quasi sempre le sue opere per fini morali.
- Velleio Patercolo fu uno storico romano che visse dal 19 a.C. a dopo l'anno 30. Scrisse le Historiae Romanae, che è un riassunto di storia romana dalla fondazione della città all'anno 30. Sebbene quasi tutto il suo lavoro sia andato perduto, è tuttora una fonte preziosa sui regni di Augusto e Tiberio. Rappresenta il tipo adulatorio di storia condannato da Tacito che ignora Velleio alla pari delle autorità del tempo.
- Valerio Massimo scrisse un manuale di esempi retorico-morali Factorum et dictorum memorabilium libri IX (31). Opera erudita di carattere divulgativo, raccoglieva fatti e aneddoti ripresi da fonti diverse (tra le quali Cicerone, Tito Livio, Varrone e, fra i greci, Erodoto e Senofonte in particolare), suddivisi in 9 libri (un ipotetico decimo libro potrebbe essere andato perduto) e 95 categorie di vizi e virtù, al loro interno suddivisi in romani ed esterni. Tratti per la maggior parte dalla storia romana e, in misura minore, da quella greca, gli aneddoti hanno un carattere moraleggiante. La modesta finalità dell'autore è infatti quella di portare al lettore exempla (esempi) attraverso i comportamenti virtuosi (oppure tramite quelli più sleali) dei grandi uomini del passato, di modo che i retori, a cui questa opera sembra essere indirizzata, potessero farne uso nei loro discorsi per dare peso alle loro argomentazioni.
- Plinio il Vecchio, lo zio di Plinio il Giovane, scrisse nel primo secolo d.C. Lui era un ufficiale dell'esercito romano e morì nell'eruzione del Vesuvio. I suoi lavori noti includono Naturalis Historia, che è una raccolta di libri sulla storia naturale, Bella Germaniae, una storia in 21 libri delle guerre germaniche che ebbero luogo nel corso della sua vita ed una storia in 31 libri della Roma Giulio-Claudia.
- Flavio Giuseppe (37 circa – 100 circa) fu uno storico ed apologeta ebreo. Le sue opere includono la Guerra giudaica (dal 75 al 79), le Antichità giudaiche (nel 93), la Vita (95) e Contro Apione (data di pubblicazione ignota). Fu influenzato da Tucidide e da Polibio e fu appoggiato dall'Imperatore Tito. Sebbene molti critici pensano che sia stato un traditore della sua gente, i suoi scritti mostrano che fu un difensore zelante della fede e della cultura ebree.
- Curzio Rufo fu autore di una Storie di Alessandro Magno il Macedone in dieci libri, di cui i primi otto pervenutici. Non è certa l'epoca in cui visse.
- Cassio Dione fu un distinto senatore greco. Dopo essersi affermato nella carriera politica, Cassio Dione cominciò a scrivere varie opere letterarie. Il suo lavoro più famoso e riconosciuto è intitolato la Storia romana, composta da 80 libri. In quest'opera predomina il cambiamento dalla repubblica romana ad una monarchia di imperatori, l'unica, secondo Cassio Dione, che poteva consentire a Roma di avere un governo stabile. Oggi, l'unica parte rimastaci della Storia romana è quella dal 69 a.C. al 46 d.C.
- Nella sua storia composta da 31 libri (Res gestae libri XXXI), Ammiano Marcellino descrisse il periodo storico dal regno di Nerva alla Battaglia di Adrianopoli, ma i primi tredici libri sono andati perduti. Avendo apportato nei rimanenti libri le proprie esperienze personali nel servizio militare, i suoi scritti presentavano una qualità descrittiva unica, della geografia, degli eventi, e persino della reputazione dei personaggi. C'è un acceso dibattito se la sua storia rappresentasse la continuazione di quella di Tacito.
- La Historia Augusta è una raccolta di biografie degli imperatori romani dal 117 al 284. Sebbene si sia sostenuto che si tratta di un'opera scritta da svariati autori, ricerche contemporanee hanno mostrato che l'autore potrebbe essere stato uno solo. Costui potrebbe aver avuto buone ragioni per celare la propria identità, poiché la maggior parte delle informazioni riportate in quest'opera si è rivelata piuttosto inattendibile.
- Nella Tarda antichità, una gran quantità di breviaria, ovvero brevi opere storiche, venne pubblicata da autori quali Aurelio Vittore, Eutropio (Breviarium ab Urbe condita) e Festo. Essi ebbero una fonte comune, individuata con il titolo moderno di Enmannsche Kaisergeschichte, che è andata perduta.
- Le importanti storie di Prisco di Panion e di Olimpiodoro di Tebe (Discorsi storici, in 22 libri) sono andate perdute, ad eccezione di pochi frammenti.
- Zosimo fu uno storico pagano che scrisse intorno al 500 una storia di Roma in sei libri (Storia nuova), fino all'anno 410. Sebbene non possa essere paragonato ad Ammiano Marcellino, il suo lavoro risulta importante per gli eventi dopo il 378.
- Procopio di Cesarea fu uno storico bizantino del VI secolo. Il suo lavoro è importante per il periodo dell'imperatore Giustiniano. Scrisse infatti un'opera (Storie delle guerre) in otto libri sulle principali guerre contro i Persiani, gli Ostrogoti e i Vandali. È conosciuto anche per altre due opere: il De aedificiis, un'opera encomiastica in sei libri, sulle opere edilizie fatte costruire a Costantinopoli; l'altra (Storia segreta) un libello che denuncia invece le iniquità dell'imperatore.